# Stația de cale ferată din Rîbnița
Stația de cale ferată este un complex de clădiri amplasat în Rîbnița, Republica Moldova. Este un monument istoric de importanță națională inclus în Registrul monumentelor Republicii Moldova ocrotite de stat cu nr. 1980 (raionul Rîbnița). Datează de la sf. sec. XIX.